# Ami Maeda
Pour les articles homonymes, voir Maeda.
Ami Maeda (前田亜美, Maeda Ami, née le 1er juin 1995 à Tōkyō, au Japon) est une chanteuse et idole japonaise, ex-membre du groupe de J-pop AKB48. 
Elle est sélectionnée en 2008, faisant partie de la 4e génération des Kenkyuusei. Elle est promue dans la Team A pendant le concert au Budokan en août 2009, puis est transférée dans la Team K pendant le concert au Tokyo Dôme en août 2012. Elle est ensuite transférée à la Team A lors du AKB48 Group Daisokaku Matsuri le 24 février 2014.
Elle quitte le groupe le 29 août 2016.